# Велика Тахта
Велика Тахта (рос. Большая Тахта) — присілок у Чистоозерному районі Новосибірської області Російської Федерації.
Входить до складу муніципального утворення Ішимська сільрада. Населення становить 94 особи (2010).

## Історія
Згідно із законом від 2 червня 2004 року органом місцевого самоврядування є Ішимська сільрада.

## Населення
| 2002 | 2007 | 2010 |
| ---- | ---- | ---- |
| 134  | ↘123 | ↘94  |